# Більківці
Бі́льківці — село в Україні, у Коростишівській міській територіальній громаді Житомирського району Житомирської області. Чисельність населення становить 1 056 осіб (2001). У 1923—2016 роках — адміністративний центр однойменної сільської ради.

## Географія
Лежить за 8 км північно-західніше Коростишева, найближча залізнична станція — Коростишів (8 км). Селом протікає річка Свинолужка.

## Населення
У 1783 році в селі було 90 дворів та 628 мешканців, у 1864 році — 845 жителів.
Станом на 1885 рік в селі мешкало 568 осіб, налічувалось 91 дворове господарство, у 1900 році — 967 осіб, з них: 461 чоловік та 506 жінок, дворів — 176, або 840 осіб та 152 двори.
Станом на 1972 рік, кількість населення становила 1 721 особу, дворів — 597.
Відповідно до результатів перепису населення СРСР, кількість населення, станом на 12 січня 1989 року, становила 1 185 осіб. Станом на 5 грудня 2001 року, відповідно до перепису населення України, кількість мешканців села становила 1 056 осіб.

### Мова
Розподіл населення за рідною мовою за даними перепису 2001 року:
| Мова       | Кількість | Відсоток |
| ---------- | --------- | -------- |
| українська | 1047      | 99.15%   |
| російська  | 9         | 0.85%    |
| Усього     | 1056      | 100%     |

## Історія
Перед 1545 роком належало бояринові Білику, потім — бояринові Кмиті. Перша писемна згадка — 1609 рік. До 1796 року було приписане до церкви Покрови пресвятої Богородиці в Коростишеві, котру цього року, при поміщикові Пилипові Олізару, перенесено до Більковець та перейменовано у Великомученика Георгія. В середині 19 століття — село на струмку Свинолужці, за 6 верст від Коростишева, входило до Коростишівського маєтку графів Олізарів. В селі розміщувалося волосне правління, поліційне — в Коростишеві. Землі — 2 014 десятин, чорнозем, перемішаний з глиною та піском, половину земель покрито лісом. В 1851 році церкву розширено, зараховано до 5 класу, мала 36 десятин землі, школу. До парафії входило село Теснівка, що лежало нижче по Свинолужці, за 2 версти. За пів версти від села, вище по струмку, було урочище, котре називали Церквищем — там були давні кам'яні хрести. Помітно, що раніше там розміщувалася церква. Також там було замчище, обведене довкола земляним валом.
Станом на 1885 рік — колишнє власницьке село Коростишівської волості Радомисльського повіту Київської губернії. В селі — православна парафія, заїзд.
В кінці 19 століття — власницьке село Коростишівської волості Радомисльського повіту Київської губернії. Відстань до центру повіту, м. Радомисль — 23 версти, до волосного центру, містечка Коростишів, де були найближчі телеграфна, поштова казенна та поштова земська станції — 8 верст, до найближчої залізничної станції (Житомир) — 25 верст, до найближчої пароплавної станції, в Києві — 97 верст. Основним заняттям мешканців було рільництво. Землі — понад 1 002 десятини: селянам належало 959 дес. та 43 дес. — церкві. Перебувало у власности С. О. Хорошавіна, господарював поміщик особисто, застосовував десятипільну сівозміну, селяни господарювали за трипільною сівозміною. В селі були православна церква, каплиця, церковно-приходська школа, 2 кузні та запасна хлібна комора.
У 1923 році увійшло до складу новоствореної Більковецької сільської ради, котра, від 7 березня 1923 року, стала частиною новоутвореного Коростишівського району Малинської округи; адміністративний центр сільської ради.
На фронтах Другої світової війни воювали 390 селян, 220 з них загинули, 270 нагороджено орденами та медалями. У 1964 році на їх честь збудовано обеліск Слави.
В радянські часи в селі була центральна садиба колгоспу, що користувався 2 637 га угідь, з них 2 252 га — ріллі. Господарство вирощувало зернові культури, льон, картоплю, мало розвинуте м'ясо-молочне виробництво. Діяли середня школа, будинок культури, бібліотека, фельдшерсько-акушерський пункт та пологовий будинок.
5 серпня 2016 року увійшло до складу новоствореної Коростишівської міської територіальної громади Коростишівського району Житомирської області. Від 19 липня 2020 року, разом з громадою, в складі новоствореного Житомирського району Житомирської області.